# Esquadrão N.º 82 da RAAF
O Esquadrão N.º 82 foi um esquadrão de caças da Real Força Aérea Australiana que operou durante a Segunda Guerra Mundial. Foi formado em Junho de 1943, operando aviões Curtiss P-40 Kittyhawk e, inicialmente, aviões Bell P-39 Airacobra a partir de bases em Queensland e na Nova Guiné. O esquadrão tornou-se operacional em Setembro de 1944, realizando missões de ataque terrestre contra alvos japoneses no teatro de guerra do Pacífico. Depois do cessar das hostilidades, o Esquadrão N.º 82 foi reequipado com aviões North American P-51 Mustang e foi destacado para o Japão, onde fez parte da Força de Ocupação da Comunidade Britânica. Permaneceu no Japão até Outubro de 1948, altura em que foi dissolvido.

## História

### Segunda Guerra Mundial
Durante 1943, a Real Força Aérea Australiana (RAAF) recebeu 399 caças Curtiss P-40 Kittyhawk. A chegada destes aviões permitiu ao ramo aéreo expandir a sua força de combate formando cinco novos esquadrões equipados com o Kittyhawk para se juntarem a outros três esquadrões, que também operavam este modelo, na Frente do Sudoeste do Pacífico desde 1942. O Esquadrão N.º 82 foi formado em Bankstown, Nova Gales do Sul, no dia 18 de Junho de 1943. Foi o terceiro dos novos esquadrões de Kittyhawk a ser estabelecido, depois do Esquadrão N.º 84 em Fevereiro e do Esquadrão N.º 86 em Março; o Esquadrão N.º 78 foi formado em Julho e o Esquadrão N.º 80 em Setembro. Comandado pelo líder de esquadrão Stanley Galton, o Esquadrão N.º 82 foi originalmente formado com 279 militares. Era suposto ser equipado unicamente com aviões P-40M Kittyhawk, contudo inicialmente possuiu também um destacamento equipado com aviões Bell P-39 Airacobra. Os militares do Esquadrão N.º 82 foram treinados em Bankstown até Abril de 1944, quando foram movidos por um breve período de tempo para Hughes, no Território do Norte, antes de serem novamente movidos para Townsville, em Queensland, para continuar o seu treino.

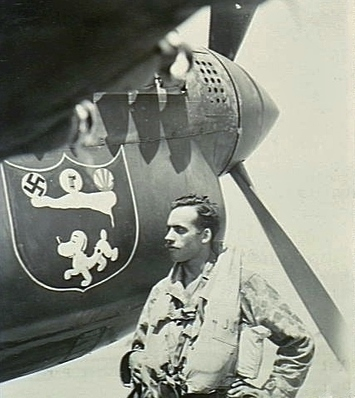
O tenente de voo Frank Schaaf do Esquadrão N.º 82 em Labuan. As pinturas no nariz da sua aeronave eram uma recordação da sua participação nos "Atormentadores do Deserto" no Médio Oriente

O esquadrão foi transferido para Port Moresby, na Nova Guiné, no final de Agosto de 1944 e, depois, para Noemfoor a meio de Setembro, juntando-se ao Esquadrão N.º 76 e ao Esquadrão N.º 77, ambos da Asa N.º 81 do Grupo N.º 10 (mais tarde Primeira Força Aérea Táctica Australiana). Entre Nadzab e Tadji três aviões Kittyhawk do Esquadrão N.º 82 sofreram um acidente devido a problemas nos motores. Operando a partir de Noemfoor, o esquadrão realizou a sua primeira missão de combate no dia 30 de Setembro, bombardeamento a pista de Samate juntamente com aeronaves do Esquadrão N.º 77. No dia 18 de Outubro, um avião perdeu-se por causa do fogo de artilharia antiaérea, durante um ataque à Ilha Kai, e mais um foi dado como desaparecido. Nesta altura foi difícil para o Esquadrão N.º 82 manter-se operacional devido ao facto de a maior parte da sua tripulação de terra estar em Townsville, tendo-se movido para a frente apenas no mês seguinte; entretanto, os pilotos eram responsáveis por armar e reabastecer os aviões. No dia 23 de Novembro, eles realizaram missões de bombardeamento de mergulho em Halmahera, juntamente com aeronaves do Esquadrão N.º 76.
O Esquadrão N.º 82 continuou a realizar operações e ataque ar-solo na Nova Guiné até Março de 1945, quando foi transferido para a Morotai, nas Índias Orientais Holandesas. A partir de Morotai, o esquadrão realizou operações de ataque ar-solo e escoltou comboios marítimos dos aliados que transportavam tropas para a libertação de Bornéu. A relegação da Primeira Força Aérea Táctica para áreas de operações já varridas pelas principais forças aliadas em direcção às Filipinas e ao Japão baixou a moral das tropas australianas, culminando no "Motim de Morotai" em Abril de 1945. O líder de esquadrão Bert Grace, comandante do Esquadrão N.º 82, fazia parte do grupo de oito pilotos seniores que apresentaram a sua demissão devido ao que eles viam como um desperdício de recursos em alvos e valor militar duvidoso. Estes oficiais foram persuadidos a continuar a realizar estas operações e Grace viu o seu esquadrão a ser transferido para a Ilha Labuan em Junho, como parte da Operação Oboe Six, a invasão do norte de Bornéu. Os Kittyhawk voaram em apoio às unidades do Exército Australiano até ao final da guerra. Numa missão no dia 8 de Agosto de 1945, o Esquadrão N.º 82 voou 1 400 quilómetros para atacar alvos à volta de Kuching, em Sarawak. Durante o primeiro ataque dois aviões japoneses foram destruídos quando estavam a tentar descolar, enquanto um avião de transporte também ficou destruído e outros dois ficaram danificados. Os caças então atacaram vários alvos perto da cidade de Kuching e no rio Sarawak. Quatorze membros do esquadrão faleceram em operações durante a guerra.

### Ocupação do Japão

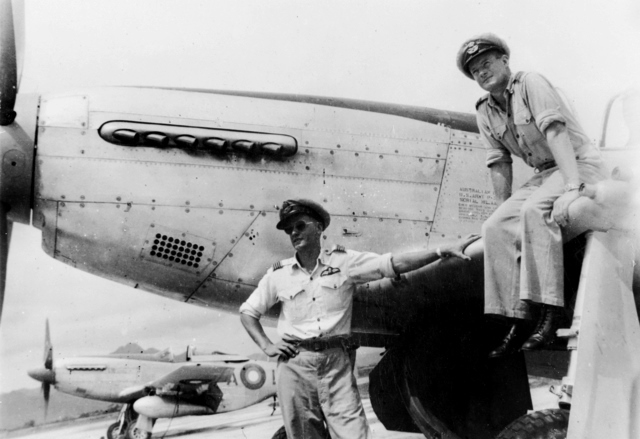
Dois membros do Esquadrão N.º 82, os irmãos Venn e Cliff Williams, com um P-51 Mustang no Japão, em 1947

Pouco depois do final da guerra, o Esquadrão N.º 82 foi seleccionado para se juntar à Força de Ocupação da Comunidade Britânica no Japão. Lá, foi re-equipado com aviões North American P-51D Mustang, entre 12 de Setembro e 11 de Janeiro de 1946, perdendo dois aviões no processo. O esquadrão foi colocado em Bofu, uma antiga base de kamikazes, no período de 13 a 18 de Março de 1946, novamente como parte da Asa N.º 81 com os esquadrões 76 e 77; o Esquadrão N.º 381 e o Esquadrão N.º 481 providenciavam o apoio logístico e de manutenção, respectivamente. O Esquadrão N.º 82 perdeu três dos vinte e oito aviões P-51, juntamente com um avião de escolta de Havilland Mosquito, durante uma vaga de mau tempo numa rota até Bofu, acidente no qual todos os tripulantes faleceram. A partir de Abril de 1946, o esquadrão realizou missões de patrulha sob o Japão e também participou em exercícios de rotina e voos a baixa altitude. Os australianos descobriram que, longe de oferecer resistência, os japoneses receberam bem os estrangeiros. O comandante da asa, o líder de esquadrão Graham Falconer, disse após um jantar com o presidente de Bofu: "Eu senti que estávamos a ser tratados como visitantes em vez de ocupadores!".
A Asa N.º 81 foi transferida para Iwakuni em Abril de 1948, no mesmo mês em que o governo federal ficou determinado a reduzir a contribuição australiana na força de ocupação. O Esquadrão N.º 82 continuou a realizar treinos e exercícios até Setembro, e foi dissolvido em Iwakuni no dia 29 de Outubro de 1948, deixando o Esquadrão N.º 77 como a única força de combate da RAAF no Japão.